# Prasinocyma intermedia
Prasinocyma intermedia là một loài bướm đêm trong họ Geometridae.